# L'abbuffata
L'abbuffata è un film del 2007 diretto da Mimmo Calopresti e girato a Diamante.

## Trama
Tre ragazzi di Diamante, un paesino in provincia di Cosenza, decidono di girare un cortometraggio che riguarda la propria terra. Mancano due elementi a cui sopperire: il regista e l'attore protagonista. Per il primo a nulla valgono le pressioni affinché un regista in vacanza in quel paese da 4 anni per trovare l'ispirazione, Neri, riprenda la macchina da presa. Per il ruolo d'attore non c'è molta scelta, in paese nessuno risponde alle caratteristiche richieste. Decidono allora di andare a Roma per cercare qualcuno, dopo tanti "no" un'attrice propone ai tre il suo fidanzato francese: è Gérard Depardieu. La sera in cui bisogna girare c'è tutto: la festa, gli attori, i registi (i tre ragazzi), solo che un evento inaspettato non gli permetterà di realizzare la pellicola.